# Оґюст Анісе-Буржуа
Оґю́ст Анісе́-Буржуа́ (фр. Auguste Anicet-Bourgeois; 1806—1871) — французький драматург XIX століття, який більшість своїх творів написав у співавторстві. З ним охоче співпрацювали такі автори як Олександр Дюма-батько, В. Дюканж, Ф. Дюмануар, А. Деннері та інші.

## Біографія
Оґюст Анісе-Буржуа народився у столиці Франції місті Парижі 25 грудня 1806 року.
Спершу служив писарем в одного паризького прокурора, але успіх написаної ним у дев'ятнадцятирічному віці мелодрами Gustave ou le Napolitain, поставленої на сцені театру Gaïté, спонукав його остаточно присвятити себе авторській діяльності.
Обдарований талантом і багатою фантазією, Анісе-Буржуа протягом своєї тридцятирічної літературної діяльності, один або у співпраці з іншими авторами, написав близько двохсот п'єс, переважно мелодраматичного характеру. Його віртуозність у драматургічній техніці разом з тією обставиною, що він умів надавати своїм п'єсам національний та сучасний характер, зробило його одним із найпопулярніших авторів паризьких бульварних театрів.
Був одружений, у шлюбі у письменника народилася дочка.
10 грудня 1849 року був нагороджений Орденом Почесного Легіону.
Оґгюст Анісе-Буржуа помер у місті По 18 січня 1871 і був похований на цвинтарі Пер-Лашез.

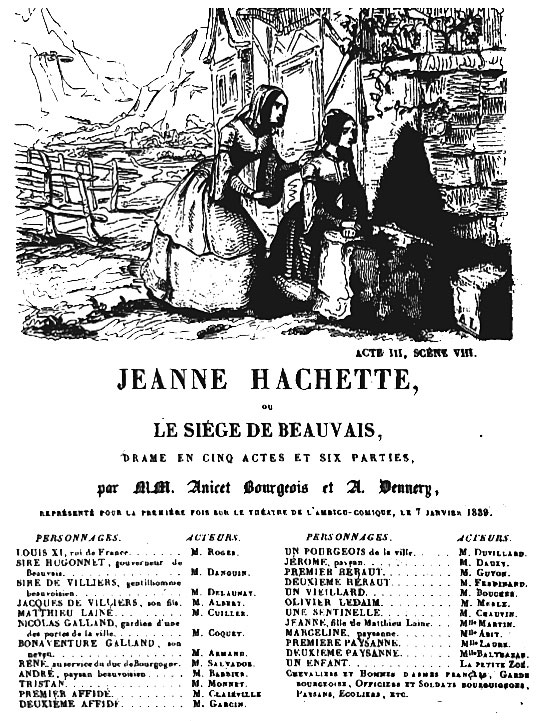
Афіша 1838 року